# لورين مونك
لورين مونك (بالإنجليزية: Loren Munk)‏ هو صحفي ورسام أمريكي، ولد في 1951.